# Where Do We Go? World Tour
Where Do We Go? World Tour es la  cuarta gira mundial de conciertos de la cantante y compositora estadounidense Billie Eilish, en apoyo de su álbum de estudio debut titulado When We All Fall Asleep, Where Do We Go?. La gira comenzó el 9 de marzo de 2020 en Miami, en el American Airlines Arena y tenía previsto concluir el 7 de septiembre de 2020 en Yakarta pero la gira fue pausada el 12 de marzo y el resto de la gira fue cancelada debido a la pandemia de COVID-19.

## Antecedentes
La gira se anunció oficialmente a través de la cuenta de Instagram de Eilish el 27 de septiembre de 2019. La intérprete publicó una foto junto con las fechas de la gira con el título "ME VOY DE GIRA OTRA VEZ Y ESTOY REALMENTE EMOCIONADA POR ESTE TIEMPO. No puedo esperar para verlos a todos." 
Con esta gira, Eilish visitará por primera vez Sudamérica, con presentaciones en Brasil, Argentina, Chile y Colombia. Durante el mes de julio de 2020, Eilish recorrerá Europa entre diferentes festival y espectáculos en arenas.
El 12 de marzo se anunció que algunas fechas de la etapa norteamericana serían pospuestas debido a la pandemia del COVID-19. Luego, el 16 de marzo se anunció que toda la gira norteamericana sería pospuesta. Y finalmente, el 12 de mayo se anunció que toda la gira sería pospuesta.

## Repertorio
Esta lista de canciones es del concierto del 9 de marzo de 2020 en Miami. No pretende representar todos los espectáculos de la gira.
1. «Bury a Friend»
2. «You Should See Me in a Crown»
3. «My Strange Addiction»
4. «Ocean Eyes»
5. «Copycat»
6. «When I Was Older»
7. «8»

## Fechas
| Fecha               | Ciudad  | País           | Recinto                 | Entradas vendidas / Disponibles | Recaudación |
| ------------------- | ------- | -------------- | ----------------------- | ------------------------------- | ----------- |
| Norteamérica        |         |                |                         |                                 |             |
| 9 de marzo de 2020  | Miami   | Estados Unidos | American Airlines Arena | —                               | —           |
| 10 de marzo de 2020 | Orlando | Estados Unidos | Amway Center            | —                               | —           |
| 12 de marzo de 2020 | Raleigh | Estados Unidos | PNC Arena               | —                               | —           |

### Shows Cancelados
| Día                     | Ciudad           | País           | Recinto                         | Razón                                               |
| ----------------------- | ---------------- | -------------- | ------------------------------- | --------------------------------------------------- |
| 13 de marzo de 2020     | Filadelfia       | Estados Unidos | Wells Fargo Center              | Pospuesto por la pandemia de COVID-19               |
| 15 de marzo de 2020     | New York         | Estados Unidos | Madison Square Garden           | Pospuesto por la pandemia de COVID-19               |
| 16 de marzo de 2020     | Newark           | Estados Unidos | Prudential Center               | Pospuesto por la pandemia de COVID-19               |
| 18 de marzo de 2020     | Washington D. C. | Estados Unidos | Capital One Arena               | Pospuesto por la pandemia de COVID-19               |
| 19 de marzo de 2020     | Boston           | Estados Unidos | TD Garden                       | Pospuesto por la pandemia de COVID-19               |
| 20 de marzo de 2020     | Brooklyn         | Estados Unidos | Barclays Center                 | Pospuesto por la pandemia de COVID-19               |
| 23 de marzo de 2020     | Detroit          | Estados Unidos | Little Caesars Arena            | Pospuesto por la pandemia de COVID-19               |
| 24 de marzo de 2020     | Chicago          | Estados Unidos | United Center                   | Pospuesto por la pandemia de COVID-19               |
| 25 de marzo de 2020     | Indianápolis     | Estados Unidos | Bankers Life Fieldhouse         | Pospuesto por la pandemia de COVID-19               |
| 27 de marzo de 2020     | Nashville        | Estados Unidos | Bridgestone Arena               | Pospuesto por la pandemia de COVID-19               |
| 28 de marzo de 2020     | Saint Louis      | Estados Unidos | Enterprise Center               | Pospuesto por la pandemia de COVID-19               |
| 3 de abril de 2020      | Inglewood        | Estados Unidos | The Forum                       | Pospuesto por la pandemia de COVID-19               |
| 4 de abril de 2020      | Inglewood        | Estados Unidos | The Forum                       | Pospuesto por la pandemia de COVID-19               |
| 5 de abril de 2020      | Inglewood        | Estados Unidos | The Forum                       | Pospuesto por la pandemia de COVID-19               |
| 7 de abril de 2020      | San Francisco    | Estados Unidos | Chase Center                    | Pospuesto por la pandemia de COVID-19               |
| 8 de abril de 2020      | Sacramento       | Estados Unidos | Golden 1 Center                 | Pospuesto por la pandemia de COVID-19               |
| 10 de abril de 2020     | Tacoma           | Estados Unidos | Tacoma Dome                     | Pospuesto por la pandemia de COVID-19               |
| 11 de abril de 2020     | Vancouver        | Canadá         | Rogers Arena                    | Pospuesto por la pandemia de COVID-19               |
| 15 de abril de 2020     | Denver           | Estados Unidos | Pepsi Center                    | Pospuesto por la pandemia de COVID-19               |
| 17 de abril de 2020     | Omaha            | Estados Unidos | CHI Health Center               | Pospuesto por la pandemia de COVID-19               |
| 25 de mayo de 2020      | Guadalajara      | México         | Arena VFG                       | Pospuesto por la pandemia de COVID-19               |
| 27 de mayo de 2020      | Ciudad de México | México         | Palacio de los Deportes         | Pospuesto por la pandemia de COVID-19               |
| 30 de mayo de 2020      | São Paulo        | Brasil         | Allianz Parque                  | Pospuesto por la pandemia de COVID-19               |
| 31 de mayo de 2020      | Río de Janeiro   | Brasil         | Jeunesse Arena                  | Pospuesto por la pandemia de COVID-19               |
| 2 de junio de 2020      | Buenos Aires     | Argentina      | DirecTV Arena                   | Pospuesto por la pandemia de COVID-19               |
| 3 de junio de 2020      | Buenos Aires     | Argentina      | DirecTV Arena                   | Pospuesto por la pandemia de COVID-19               |
| 5 de junio de 2020      | Santiago         | Chile          | Movistar Arena                  | Pospuesto por la pandemia de COVID-19               |
| 7 de junio de 2020      | Bogotá           | Colombia       | Movistar Arena                  | Pospuesto por la pandemia de COVID-19               |
| 13 de julio de 2020     | Ámsterdam        | Países Bajos   | Ziggo Dome                      | Pospuesto por la pandemia de COVID-19               |
| 14 de julio de 2020     | Berlín           | Alemania       | Mercedes-Benz Arena             | Pospuesto por la pandemia de COVID-19               |
| 15 de julio de 2020     | Colonia          | Alemania       | Lanxess Arena                   | Pospuesto por la pandemia de COVID-19               |
| 19 de julio de 2020     | Amberes          | Bélgica        | Sportpaleis                     | Pospuesto por la pandemia de COVID-19               |
| 21 de julio de 2020     | Mánchester       | Inglaterra     | Manchester Arena                | Pospuesto por la pandemia de COVID-19               |
| 22 de julio de 2020     | Mánchester       | Inglaterra     | Manchester Arena                | Pospuesto por la pandemia de COVID-19               |
| 24 de julio de 2020     | Birmingham       | Inglaterra     | Arena Birmingham                | Pospuesto por la pandemia de COVID-19               |
| 26 de julio de 2020     | Londres          | Inglaterra     | The O2 Arena                    | Pospuesto por la pandemia de COVID-19               |
| 27 de julio de 2020     | Londres          | Inglaterra     | The O2 Arena                    | Pospuesto por la pandemia de COVID-19               |
| 29 de julio de 2020     | Londres          | Inglaterra     | The O2 Arena                    | Pospuesto por la pandemia de COVID-19               |
| 30 de julio de 2020     | Londres          | Inglaterra     | The O2 Arena                    | Pospuesto por la pandemia de COVID-19               |
| 23 de agosto de 2020    | Seúl             | Corea del Sur  | TBA                             | Pospuesto por la pandemia de COVID-19               |
| 25 de agosto de 2020    | Shanghái         | China          | Mercedes-Benz Arena             | Pospuesto por la pandemia de COVID-19               |
| 28 de agosto de 2020    | Taipéi           | Taiwán         | Taipei Arena                    | Pospuesto por la pandemia de COVID-19               |
| 30 de agosto de 2020    | Hong Kong        | Hong Kong      | AsiaWorld-Arena                 | Pospuesto por la pandemia de COVID-19               |
| 2 de septiembre de 2020 | Tokio            | Japón          | Yokohama Arena                  | Pospuesto por la pandemia de COVID-19               |
| 5 de septiembre de 2020 | Manila           | Filipinas      | Mall of Asia Arena              | Pospuesto por la pandemia de COVID-19               |
| 7 de septiembre de 2020 | Yakarta          | Indonesia      | Indonesia Convention Exhibition | Pospuesto por la pandemia de COVID-19               |
| 15-17 de mayo de 2020   | Gulf Shores      | Estados Unidos | Gulf Shores Public Beach        | Pandemia de enfermedad por coronavirus de 2019-2020 |
| 18-21 de junio de 2020  | Dover            | Estados Unidos | The Woodlands                   | Pandemia de enfermedad por coronavirus de 2019-2020 |
| 9 de julio de 2020      | Madrid           | España         | Espacio Mad Cool                | Pandemia de enfermedad por coronavirus de 2019-2020 |
| 10 de julio de 2020     | Lisboa           | Portugal       | Algés                           | Pandemia de enfermedad por coronavirus de 2019-2020 |
| 17 de julio de 2020     | Milán            | Italia         | Area EXPO                       | Pandemia de enfermedad por coronavirus de 2019-2020 |
| 18 de julio de 2020     | París            | Francia        | Hipódromo de Longchamp          | Pandemia de enfermedad por coronavirus de 2019-2020 |